# Nilson Loyola
Nilson Evair Loyola Morales (ur. 26 października 1994 w Limie) – peruwiański piłkarz występujący na pozycji lewego obrońcy, zawodnik Melgar.

## Kariera klubowa
Loyola pochodzi ze stołecznej Limy i jest wychowankiem akademii juniorskiej tamtejszego Sportingu Cristal. Spędził w niej dziesięć lat, występując na pozycji napastnika; dopiero później został przekwalifikowany na lewego skrzydłowego, by ostatecznie wylądować na lewej obronie. Pierwszy profesjonalny kontrakt podpisał w styczniu 2014 z drużyną FBC Melgar z siedzibą w Arequipie, w której pierwszy mecz rozegrał miesiąc później ze Sportem Huancayo (2:0) w krajowym pucharze. Przez pierwsze dwa lata występował jednak wyłącznie w rezerwach, a na debiut w peruwiańskiej Primera División przyszło mu czekać aż do 2 grudnia 2015, kiedy to wystąpił w zremisowanym 1:1 (wygranym 4:3 po rzutach karnych) finale sezonu 2015 z Realem Garcilaso. Po tym spotkaniu ekipa prowadzona przez Juana Reynoso została mistrzem Peru, a już od kolejnych rozgrywek zawodnik miał niepodważalne miejsce w linii defensywy. Premierowego gola strzelił 18 maja 2016 w przegranej 1:2 konfrontacji ze Sportinigiem Cristal, a w sezonie 2016 zdobył z Melgar wicemistrzostwo Peru.

## Kariera reprezentacyjna
W seniorskiej reprezentacji Peru Loyola zadebiutował za kadencji selekcjonera Ricardo Gareki, 10 listopada 2016 w wygranym 4:1 meczu z Paragwajem w ramach eliminacji do Mistrzostw Świata w Rosji.